# You Know My Name
You Know My Name ist der Titelsong zum 21. offiziellen James-Bond-Film Casino Royale, gesungen von Chris Cornell, Frontmann der Alternative-Rock-Gruppen Soundgarden und Audioslave. Geschrieben und komponiert wurde er von Cornell in Zusammenarbeit mit David Arnold, dem Filmkomponisten von Casino Royale.

## Beschreibung
Musikalisch zählt dieser Song zu den wohl aggressivsten Titelsongs der Filmreihe – in Anpassung an die komplette Neuausrichtung der Filme mit Casino Royale – und wird oft mit Live and Let Die von Paul McCartney und den Wings verglichen – auch von Cornell selbst. Bei der Arbeit mit Arnold versuchte er, alles Bond-Typische zu vermeiden. Trotzdem sollte das Lied schlussendlich die „Essenz“ davon verkörpern.
You Know My Name folgt dem klassischen Liedschema. Wie bereits bei On Her Majesty’s Secret Service folgt auf ein hartes, staccatoartiges Instrumental-Intro eine ruhigere Passage, woraufhin sich das Lied bis zum Schluss weiter intensiviert. Beim Film Im Geheimdienst Ihrer Majestät sah sich der Komponist erstmals außer Stande, den Filmtitel in den Liedtext einzubauen. Daraufhin entstand ein Instrumentalstück.
Der Text warnt vor den Folgen und Entbehrungen des Agentendaseins wie Verrat („The odds will betray you“) oder Gefühlskälte („Forget how to feel“) und ist durchsetzt von Glücksspiel-Metaphern – ein zentrales Element im Film. So wird ein sich drehendes Rad („Life is gone with just a spin of the wheel“) oder eine versteckte Hand („Try to hide your hand“) erwähnt.

## Musikvideo
Das Musikvideo feierte am 31. Oktober 2006 in MTVs Making the Video Premiere. Es besteht aus Sequenzen mit Cornell, der das Lied auf einer Akustik-Gitarre vor einer Scheinwerferwand begleitet, verschiedenen teilweise vorher unveröffentlichten Szenen aus Casino Royale zusammen mit einer Handlung rund um Cornell: Er checkt in ein Flugzeug ein und entdeckt dabei eine Frau. Im Flugzeug muss er seine Aufregung bekämpfen. Als Nächstes sieht man ihn in einem Auto mit dieser Frau. Er kommt unter Begleitung in ein Hotel, wo er sie schließlich vor einem Fenster stehend antrifft. Diese Sequenzen sind mit den Casino-Royale-Szenen so verknüpft, dass es den Anschein hat, als ob Bond auch immer in der Nähe ist. So sieht Cornell im startenden Flugzeug aus dem Fenster und entdeckt dort Bond über die Dächer rennend (aus der Verfolgungsjagd in Madagaskar). Parallel zu den Autoszenen mit Cornell sieht man Bond in seinem Aston Martin DBS die Entführer Vesper Lynds verfolgen und die Kontrolle über den Wagen verlieren.
Das Video wurde unter Regie von Michael Hausmann am 10. und 11. Oktober 2006 in Los Angeles gedreht. Die verwendete Version war der erstmals hier veröffentlichte Pop Mix.

## Verwendung im Film
You Know My Name wird im Filmvorspann gespielt, welcher zum fünften Mal in der Bond-Geschichte von Daniel Kleinman erstellt wurde. Anstelle verfremdeter Filmaufnahmen nutzte er diesmal vor allem Animation. Vor Spielkartenornamenten kämpfen computeranimierte Figuren, unter denen James Bond immer an seinem schwarzen Smoking erkennbar bleibt. Die besiegten Figuren zerfallen zu Spielkarten.
Auf Basis des Drehbuchs entwickelte Kleinman zunächst visuelle Ideen. In Rücksprache mit dem Regisseur verzichtete Kleinman auf tanzende Frauen und betonte stattdessen das ebenso mit Bond verbundene Glücksspiel – es bildet auch das ursprüngliche Umschlagmotiv des Romans. Er drehte mit einem separaten Team einige Kampfszenen und Aufnahmen von Craig, um ihn in seinem ersten Film angemessen vorzustellen. Da er das Titellied – und insbesondere den Text – frühzeitig zur Verfügung hatte, konnte er den Vorspann gut daran ausrichten. Die meiste Zeit nahmen daraufhin digitale Effekte ein, die eigentlichen Credits kamen ganz zum Schluss.

## Wahl des Interpreten
Im Vorfeld kursierten viele Vermutungen über den Titelsong. So sind unter anderem Tony Christie, Robbie Williams, U2 und auch Tina Turner, die schon zum Bond-Film GoldenEye den gleichnamigen Titelsong beisteuerte, als potentielle Interpreten gehandelt worden. Besonders hartnäckig hielt sich das Gerücht um die britische Band Goldfrapp, das von einer Vielzahl Medien aufgenommen wurde. Kurz darauf dementierte dies David Arnold, der Komponist des Films. Er kündigte dabei auch eine baldige Bekanntgabe des bereits festgelegten Künstlers an.
Am 20. Juli 2006 bestätigte Chris Cornell in der finnischen Zeitung Ilta-Sanomat seine Beteiligung. Kurz darauf, am 26. Juli, wurde auch der Titel You Know My Name sowie die kompositorische Mitarbeit von David Arnold offiziell bekanntgegeben. Es ist seit The Living Daylights von a-ha der erste James-Bond-Titelsong von einem männlichen Sänger und mit Rita Coolidges All Time High aus dem Film Octopussy erst der bis dato Zweite, der den Filmtitel im Text nicht nennt.

## Veröffentlichung und Versionen
| # | Titel                           | Länge |
| - | ------------------------------- | ----- |
| 1 | You Know My Name (Main Version) | 4:03  |
| 2 | You Know My Name (Pop Mix)      | 4:02  |

Am 20. September 2006, zwei Monate nach der Bestätigung Cornells, wurde ein Trailer veröffentlicht, in dem erste Auszüge zu hören waren. Währenddessen kursierte auch schon eine mp3-Datei des vollständigen Liedes im Internet. Auf der Single ist sie als Main Version vertreten. Eine andere Version mit größerer Orchesterbesetzung wurde für das Musikvideo verwendet. Diese Version war kurz zuvor auch schon auf dem offiziellen Myspace-Profil von Chris Cornell zu hören. Sie ist die vorrangig im Radio gespielte und wird auf der Single als Pop Mix bezeichnet. Sie war die von Cornell bevorzugte.
Die endgültig im Film verwendete Version ist wiederum eine andere: Hier wird der Schwerpunkt klar auf Bond-typische Blechbläser gelegt, die einen großen Teil der Gitarren (insbesondere im komplett durch Hörner gespielten Intro) ersetzen. Sie ist aufgrund der Länge des Vorspanns rund eine Minute kürzer. Diese Variante wird im Abspann auch noch einmal in weiter gekürzter Version gespielt.
Eine vierte Version mit leicht entschlackter Instrumentalisierung ohne Streicher und mit sehr viel weniger Blechbläsern ist im offiziellen MySpace von Casino Royale zu hören. Alle Versionen unterscheiden sich auch in Intonation voneinander. So wird im Pop Mix „I´ve seen this diamond“ gesungen, während alle Anderen „I´ve seen diamonds“ beinhalten.
Am 13. November 2006 wurde die Main Version zunächst im iTunes Store verfügbar gemacht. You Know My Name wurde in Deutschland am 1. Dezember 2006 als Single veröffentlicht, jedoch in Großbritannien erst am 11. und den USA am 14. Dezember 2006. In Deutschland, Österreich und der Schweiz erreichte das Lied die Top 20, in Großbritannien rückte es bis auf Platz sieben der Charts vor.
Auf der offiziellen Soundtrack-CD ist dieses Lied als erstes in der Bond-Film-Geschichte nicht enthalten. Das Lied entstand in enger Zusammenarbeit zwischen Arnold und Cornell inmitten der Arbeiten zu Cornells zweitem Soloalbum Carry On, welches im Juni 2007 erschien. Aus diesem Grund bestand Cornell darauf, es als Teil seines Albums zu veröffentlichen statt auf dem offiziellen Film-Soundtrack.

## Belege
1. 1 2  Fred Topel: Chris Cornell Talks Soundgarden & Machine Gun Preacher. In: CraveOnline. 21. September 2011, archiviert vom Original am 3. April 2014; abgerufen am 3. April 2014 (englisch).
2. ↑  Casino Royale: A Tale Of Two Daniels. In: The Incredible Suit. 3. September 2012, abgerufen am 3. April 2014 (englisch).
3. ↑  Robbie soll für 007 singen. In: MusikWoche. 12. Dezember 2005, abgerufen am 3. April 2014.
4. ↑  Titelsong für Casino Royale: U2 & Tina Turner in der Engeren Auswahl. In: FanLexikon. 14. März 2006, abgerufen am 3. April 2014.
5. ↑  Goldfrapp soll „Casino Royale“ singen. In: MusikWoche. 29. Juni 2006, abgerufen am 3. April 2014.
6. ↑  Daniel Melia: Goldfrapp 'Casino Royale' Rumours A Hoax. In: Entertainmentwise. 29. Juni 2006, archiviert vom Original am 12. September 2014; abgerufen am 3. April 2014 (englisch).
7. ↑  erste öffentliche Bestätigung Cornells bei Ilta-Sanomat (Memento des Originals vom 30. September 2007 im Internet Archive)  Info: Der Archivlink wurde automatisch eingesetzt und noch nicht geprüft. Bitte prüfe Original- und Archivlink gemäß Anleitung und entferne dann diesen Hinweis. (fi)
8. ↑  Bericht über die offizielle Pressekonferenz zu You Know My Name (Memento vom 29. September 2007 im Internet Archive) (en)
9. ↑  Victoria Lindrea: Talking Shop: Chris Cornell. In: BBC News. 20. November 2006, abgerufen am 6. Februar 2021 (englisch).